# Daniela Götz
Daniela Götz (Norimberga, 23 dicembre 1987) è una nuotatrice tedesca.

## Carriera
Ha fatto parte della staffetta che vinse la medaglia di bronzo nella 4x100m misti alle Olimpiadi di Atene 2004 (dove competé solo in batteria).

## Palmarès
- Giochi olimpici

Atene 2004: bronzo nella 4x100m misti.
- Mondiali

Barcellona 2003: argento nella 4x100m stile libero.
Montréal 2005: argento nella 4x100m stile libero e bronzo nella 4x100m misti.
- Europei

Budapest 2006: oro nella 4x100m stile libero.